# ДНК и её человек
ДНК и её человек — научно-популярная книга Елены Клещенко, опубликованная в 2019 году издательством Альпина Нон-фикшн. Книга рассказывает о методах исследования ДНК.

## Содержание книги
В книге в доступной манере описывается практическое применение достижений генетики в криминалистике, генеалогии и истории. Автор рассказывает, как благодаря возможности идентификации человека по его генетическому материалу можно определить его этническую принадлежность, идентифицировать останки родственников и многое другое. Автор рассказывает об учёных, внесших значительный вклад в исследование ДНК человека, в том числе об Алеке Джеффрисе, придумавшем ДНК-дактилоскопию, и Кэри Муллисе, сумевшем размножить до заметных количеств одиночную молекулу ДНК.

## Оценки
В 2019 году книга вошла в шорт-лист премии за научно-популярную литературу «Просветитель».
В 2021 году книга получила высокие оценки экспертов программы «Всенаука» и вошла в число научно-популярных книг, которые распространяются в электронном виде бесплатно для всех читателей.